# Fils de France (filme)
Fils de France é um filme de guerra francês dirigido por Pierre Blondy e lançado em 1946. É estrelado por Jean Mercanton, Jimmy Gaillard e Jacques Famery. A história segue uma tripulação de tanque francesa livre na libertação de Estrasburgo e na invasão do solo alemão.
O filme foi feito com a assistência do Serviço Cinematográfico do Exército Francês (em francês:  Section cinématographique de l'armée, SCA).

## Sinopse
A tripulação de um tanque do 1º Exército Francês participa na libertação de Estrasburgo durante o outono de 1944, e na invasão da Alemanha Nazista.

## Produção
O filme é um relato romântico sobre a vida no 1º Exército Francês "Rhin et Danube" comandado pelo General de Lattre de Tassigny. A história segue a simpática tripulação de um tanque, a qual participa da recaptura de Estrasburgo, à travessia do Reno e à entrada na Alemanha.

## Elenco
| Ator            | Personagem        | Detalhes           |
| --------------- | ----------------- | ------------------ |
| Jimmy Gaillard  | Yves              |                    |
| John Mercanton  | Hans              |                    |
| Jacques Faméry  | François          |                    |
| Louis Florencie | O comandante      |                    |
| Odette Barencey | Madame Chatin     |                    |
| Ginette Baudin  | Gretel            |                    |
| Jean Daurand    | Sargento Gobert   | Maréchal des logis |
| Jean Gaven      | Tenente Brévannes |                    |
| Lucien Blondeau | O coronel         |                    |
| Gerard Blain    |                   |                    |
| Lucia Fabiole   |                   |                    |